# Żydów (województwo wielkopolskie)
Żydów (w niektórych archiwalnych dokumentach także jako Zydowo albo Sydowo) – wieś w Polsce położona w województwie wielkopolskim, w powiecie kaliskim, w gminie Godziesze Wielkie.

## Historia
Pierwsza wzmianka o wsi pochodzi z 1213, kiedy to Władysław Odonic, uposażając klasztor w Ołoboku, nadał mu Tykadłów z Żydowem. Na początku XVI wieku dziesięcina od gruntów dworskich i kmiecych płacona była na rzecz parafii w Gostyczynie (do której do roku 1815 wieś należała). Wieś duchowna Żydowo własność kolegiaty NMP w Kaliszu, pod koniec XVI wieku leżała w powiecie kaliskim województwa kaliskiego. Na przełomie XIX i XX wieku wśród mieszkających w Żydowie (w 1901 roku – 431 osób) w większości katolików znajdowało się także 8 prawosławnych, 36 protestantów i 22 osoby wyznania mojżeszowego.
Do 1935 istniała gmina Żydów. W latach 1975–1998 miejscowość należała administracyjnie do województwa kaliskiego.
| Miejscowość | Rok  | Liczba mieszkańców |
| ----------- | ---- | ------------------ |
| Żydów       | 1827 | 378                |
| Żydów       | 1901 | 431                |
| Żydów       | 2004 | 450                |